# Polinjane
Polinjane je rijeka u Esvatiniju, pritok rijeke Mbabane, teče kroz grad Mbabane.